# Facendo faccende
Facendo faccende è il secondo album in studio del rapper italiano MamboLosco, pubblicato il 26 maggio 2023 dalla Universal.

## Tracce
1. Palazzo Parigi – 2:09
2. Street – 2:54
3. Facendo faccende – 2:08
4. Vodka (feat. Anna) – 2:49
5. 100 metri – 2:24
6. Karma (feat. Rondodasosa) – 3:46
7. Milano – 1:43
8. Culo grosso (feat. Slings) – 3:19
9. Friends – 2:14
10. Do It (feat. VillaBanks) – 3:12
11. Fake Luv – 3:26
12. Mikado (feat. Emis Killa) – 2:22
13. Good Vibes (feat. Tony Boy) – 3:23
14. Come loro – 2:51
15. Fuck My Opps (feat. Niko Pandetta) – 2:32
16. Offline – 2:56
17. Bandito – 2:39
18. Pull Up – 2:30
19. BlaBlaBla – 1:53
20. Demone – 2:41

## Classifiche
| Classifica (2023) | Posizione massima |
| ----------------- | ----------------- |
| Italia            | 8                 |